# کوچانی
شهر کوچانی (به مقدونی: Кочани) با جمعیت ۳۸٫۰۹۲ نفر  در استان شرق کشور جمهوری مقدونیه واقع شده‌است.